# Ulrich de Mecklembourg-Güstrow
Ulrich de Mecklembourg-Güstrow, (en allemand : Ulrich von Mecklenburg-Güstrow), né le 5 mars 1527, décédé le 14 mars 1603 à Güstrow est un aristocrate allemand. Il fut duc de Mecklembourg-Güstrow de 1555 à 1603, duc de Mecklembourg de 1592 à 1603.

## Famille
Fils d'Albert VII de Mecklembourg-Güstrow et d'Anne de Brandebourg.

### Mariages et descendance
Le 16 février 1556, Ulrich de Mecklembourg-Güstrow épousa Élisabeth de Danemark (1524-1586), fille de Frédéric Ier de Danemark et veuve de Magnus III de Mecklembourg-Schwerin. 
Un enfant est né de cette union :
- Sophie de Mecklembourg-Güstrow (1557-1631), qui épousa Frédéric II de Danemark en 1572.

Veuf, Ulrich de Mecklembourg-Güstrow épousa le 9 décembre 1588 Anne de Poméranie-Wolgast (†1626), fille du duc Philippe Ier de Poméranie et de Marie de Saxe.

## Biographie
Après la participation de son père à la guerre civile opposant le Danemark au comte de Hoya, le duché de Güstrow fut gravement endetté. Tout d'abord, Ulrich céda le gouvernement de cette principauté endettée à son frère aîné Jean-Albert Ier de Mecklembourg-Schwerin.
Ulrich de Mecklembourg-Güstrow fut éduqué à la cour de Bavière. Plus tard, il étudia la théologie et le droit à Ingolstadt. Après le décès de son père, Ulrich renonça à une participation au gouvernement de la principauté de Mecklembourg. Il s'installa à Bützow, en 1550, il succéda à son cousin Magnus III de Mecklembourg en qualité d'administrateur de l'évêché de Schwerin, en 1556 il épousa la veuve de Magnus III de Mecklembourg, la princesse Élisabeth du Danemark. 
Après le décès de son oncle, Henri V de Mecklembourg (1503-1552), il participa au gouvernement de la principauté de Mecklembourg. Son frère Jean-Albert Ier contribua à résorber une partie des dettes. Le 17 février 1755, Ulrich régna avec son frère sur la principauté de Güstrow, en 1556, il devint duc de Mecklembourg-Güstrow tandis que son frère choisit la principauté de Schwerin. Après le décès de son frère aîné, Ulrich assura plusieurs fois la régence au nom de ses neveux. Ulrich établit sa résidence principale au château de Güstrow. Ses autres résidences furent les châteaux de Stargard, de Dargun, de Doberan et de Bützow.
Ulrich de Mecklembourg-Güstrow se comporta en prince cultivé et moderne, il fut un mécène pour les arts et les sciences. Il correspondit avec des humanistes tel que Heinrich Rantzau. Prince calme et réfléchi, il ne participa à aucune guerre et réussit à éviter l'endettement à sa principauté, à son décès il laissa une fortune de 200 000 florins. Il devint un des princes les plus importants de la Maison de Mecklembourg.

## Généalogie
Ulrich de Mecklembourg-Güstrow appartient à la première branche de la Maison de Mecklembourg, lignée de Mecklembourg-Güstrow. Cette lignée s'éteignit à la mort du duc Gustave-Adolphe de Mecklembourg-Güstrow en 1695.